# Ásgrímur Öndóttsson
Ásgrímur Öndóttsson (n. 890) fue un caudillo vikingo y colono en Kræklingahlíð, Eyjafjarðarsýsla en Islandia. Era hijo de Öndóttur Erlingsson que fue asesinado por un hersir llamado Grimr debido a un conflicto de herencias. Al regresar Ásgrímur y su hermano Ásmundur de sus expediciones vikingas en las islas británicas, entraron en el conflicto y Ásgrímur sufrió graves heridas hasta el punto que su hermano le dio por muerto, pero finalmente curó sus heridas en un bosque donde permaneció durante un tiempo. Ásmundur partió entonces hacia Islandia pensando que su hermano estaba muerto donde se reunió con su tío Helgi en Eyjafjörður quien le cedió Kræklingahlíð para fundar un asentamiento. Ásgrímur viajó más tarde y compartió el territorio de su hermano y se casó con Geirhildur Eiríksdóttir con quien tuvo un hijo, Grímur Ásgrímsson.